# Kebuzon
A kebuzon (más néven keto-fenilbutazon) nem-szteroid gyulladásgátló gyógyszer reumás eredetű mozgásszervi betegségek ellen.
Kristályos anyag, olvadáspontja 115,5-116,5 °C vagy 127,5-128,5 °C a kristály alakjától függően.

## Készítmények
- Chebutan
- Chepirol
- Chetazolidin
- Chetopir - Sarm
- Chetil
- Chetopir - Fabbrica Italiana Ritrovati Medicinali
- Copirene
- Hichillos
- Keobutane-Jade
- Ketazon - Zentiva; Gerot Pharmazeutika; Medphano Arzneimittel
- Pecnon
- Phloguron
- Recheton

Kombinált szerek:
- Rheumesser - Gerot Pharmazeutika
- Ketazon Compositum - Zentiva

## Fordítás
Ez a szócikk részben vagy egészben  a   Kebuzone című angol Wikipédia-szócikk fordításán alapul.  Az eredeti cikk szerkesztőit annak laptörténete sorolja fel. Ez a jelzés csupán a megfogalmazás eredetét és a szerzői jogokat jelzi, nem szolgál a cikkben szereplő információk forrásmegjelöléseként.